# Declaration of Independence
Declaration of Independence é um filme de animação em curta-metragem estadunidense de 1938 dirigido e escrito por Crane Wilbur. Venceu o Oscar de melhor curta-metragem em live-action: 2 bobinas na edição de 1939.

## Elenco
- John Litel - Thomas Jefferson
- Ted Osborne - Caesar Rodney
- Rosella Towne - Betsy Kramer
- Richard Bond - Thomas Lynch Jr.
- Owen King - Edward Rutledge
- Henry Hall - John Hancock